# Nyangei
Nyangei ist eine von acht Inseln der Turtle Islands, Sierra Leone. Die Insel besteht aus einem sandigen Boden, der vom Meer stückweise abgetragen wird. Ursprünglich soll es auf der Insel drei Dörfer, Felder, Waldgebiete und einen Friedhof gegeben haben. 
Die Insel hatte 2014 noch eine Länge von 700 m und beherbergte etwa 500 Häuser. 2024 betrug die Länge nur noch 170 m und sie hatte etwa 100 Häuser; bei Tiden wurden die Häuser bereits überschwemmt.